# Renthendorf
Renthendorf ist eine Gemeinde im Südosten des Saale-Holzland-Kreises und Teil der Verwaltungsgemeinschaft Hügelland/Täler.

## Geografie
Angrenzende Gemeinden sind Eineborn, Kleinebersdorf, Ottendorf, Tautendorf und Weißbach im Saale-Holzland-Kreis, die Stadt Triptis im Saale-Orla-Kreis sowie die Stadt Münchenbernsdorf und Schwarzbach im Landkreis Greiz.
Die Gemeinde selbst setzt sich aus den beiden Ortsteilen Hellborn und Renthendorf zusammen.

## Geschichte
Am 7. September 1358 wurde Renthendorf erstmals urkundlich genannt.
Ober-Renthendorf gehörte zunächst zum Amt Arnshaugk im Kurfürstentum bzw. Königreich Sachsen, bevor es mit dem Neustädter Kreis im Zuge der Befreiungskriege 1815 und den damit verbundenen Gebietsabtretungen an Preußen und später an das Großherzogtum Sachsen-Weimar-Eisenach fiel. Unter-Renthendorf gehörte dagegen zum Amt Roda des Herzogtums Sachsen-Gotha-Altenburg bzw. Sachsen-Altenburg.
Der Sporn, auf dem die Kirche steht, ist durch einen Graben umgeben. Er trennt die Kirche von der Brehm-Gedenkstätte. Einst schützte der Graben eine Burganlage. Im Ort wird der Graben auch „Hohle“ genannt.
Der spätere Zoologe und „Tiervater“ Alfred Brehm wurde als Sohn des „Vogelpastors“ Christian Ludwig Brehm im Pfarrhaus in Renthendorf geboren und verstarb dort auch. In dem Wohnhaus der Witwe des Vogelpastors und seiner Kinder, das nach seinem Tod gebaut wurde, befindet sich das Museum, ehemalsBrehm-Gedenkstätte genannt, und heute "Brehms Welt - Tiere und Menschen" mit einer interaktiven und modernen Ausstellung zum Leben und Werk von Alfred Edmund und Christian Ludwig Brehm, mit Fokus auf das Tier-Mensch-Verhältnis. Der zweistöckige Backsteinbau war marode und dringend generalsanierungsbedürftig, es war daher von 2013 bis 2020 grundlegend saniert worden. Die Bibliothek musste zur Entlastung der Statik bereits in das Kreisarchiv ausgelagert werden. Es hat sich ein Zweckverband zur Restaurierung gebildet, dem neben Renthendorf mehrere umliegende Gemeinden angehören. Seit 2020 ist die neue Dauerausstellung eröffnet.
Auf dem Kirchhof von Renthendorf ruhen Alfred Brehm, seine Eltern und weitere Familienangehörige. Auf dem Kriegerdenkmal für die Gefallenen der Gemeinde findet sich auch ein Name Alfred Brehm (1891–1916).
In Hellborn stehen am westlichen Dorfrand in Abstand von 8 m zwei Steinkreuze. Das westliche Kreuz wurde 1930 in der Nähr im Bachbett liegend gefunden und an der jetzigen Stelle aufgestellt.
Am 7. Mai 1990 erfolgte die Eingemeindung von Hellborn.
→ Siehe auch Dorfkirche Renthendorf
Entwicklung der Einwohnerzahl (31. Dezember):
| - 1994 – 514 - 1995 – 519 - 1996 – 517 - 1997 – 510 - 1998 – 509 - 1999 – 510 | - 2000 – 515 - 2001 – 500 - 2002 – 480 - 2003 – 474 - 2004 – 476 - 2005 – 470 | - 2006 – 453 - 2007 – 440 - 2008 – 448 - 2009 – 442 - 2010 – 423 - 2011 – 425 | - 2012 – 424 - 2013 – 424 - 2014 – 419 - 2015 – 432 - 2016 – 422 - 2017 – 400 | - 2018 – 403 - 2019 – 403 - 2020 – 400 - 2021 – 386 |

 Datenquelle: Thüringer Landesamt für Statistik

## Persönlichkeiten
- Christian Ludwig Brehm (1787–1864), der „Vogelpastor“ – Ornithologe und Pfarrer
- Ferdinand Wachter (1794–1861), Historiker und Hochschullehrer an der Universität Jena; wurde in Burgau Opfer eines Raubmordes
- Alfred Brehm (1829–1884), der „Tiervater“ – Zoologe, Geograph und Schriftsteller
- Reinhold Brehm (1830–1891), Arzt und Wegbereiter der spanischen Ornithologie
- Helmut Faulwetter (1929–1989), DDR-Diplomat, Botschafter in Sri Lanka und auf den Malediven (1970–1974)

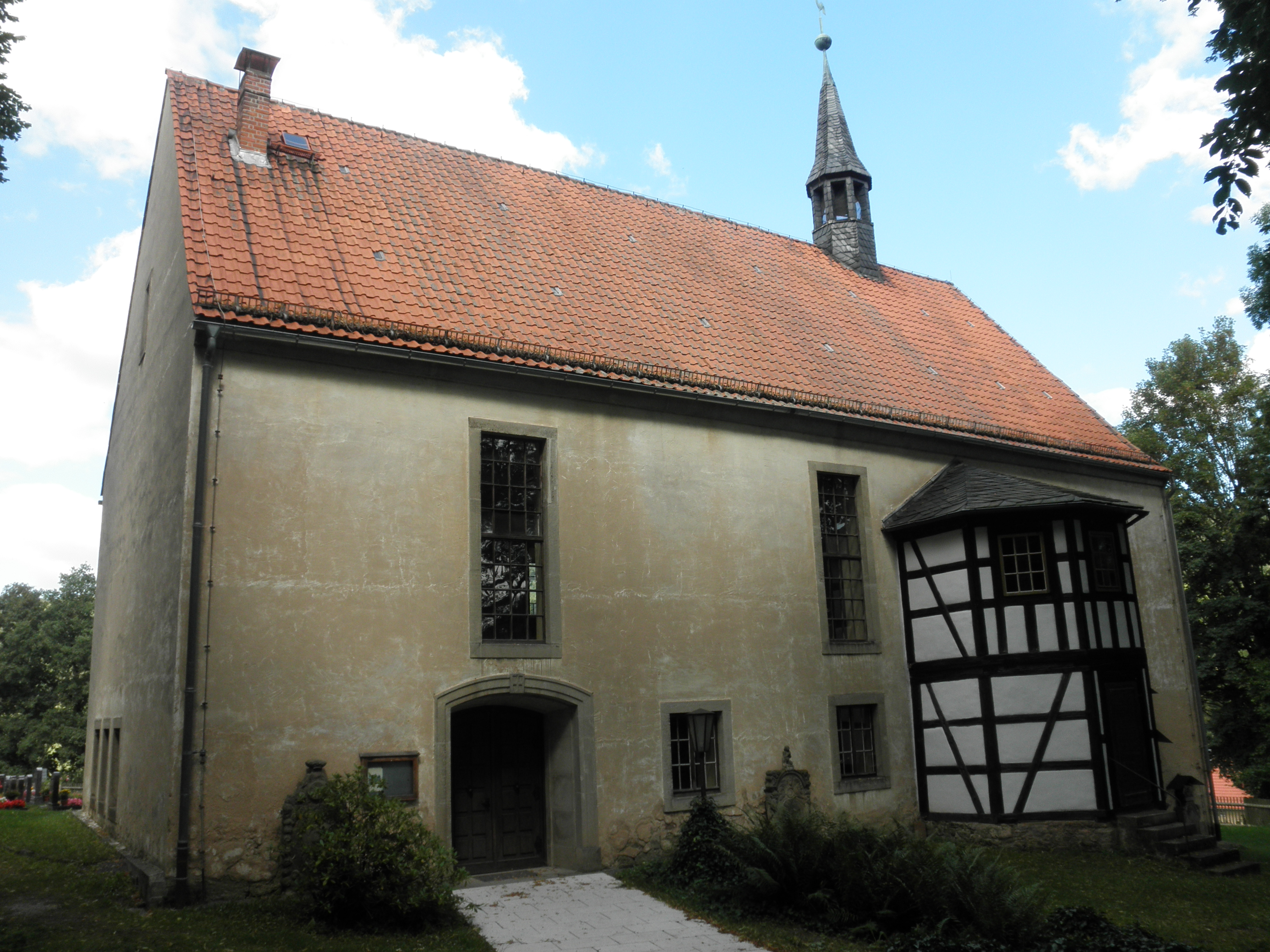
Dorfkirche Renthendorf
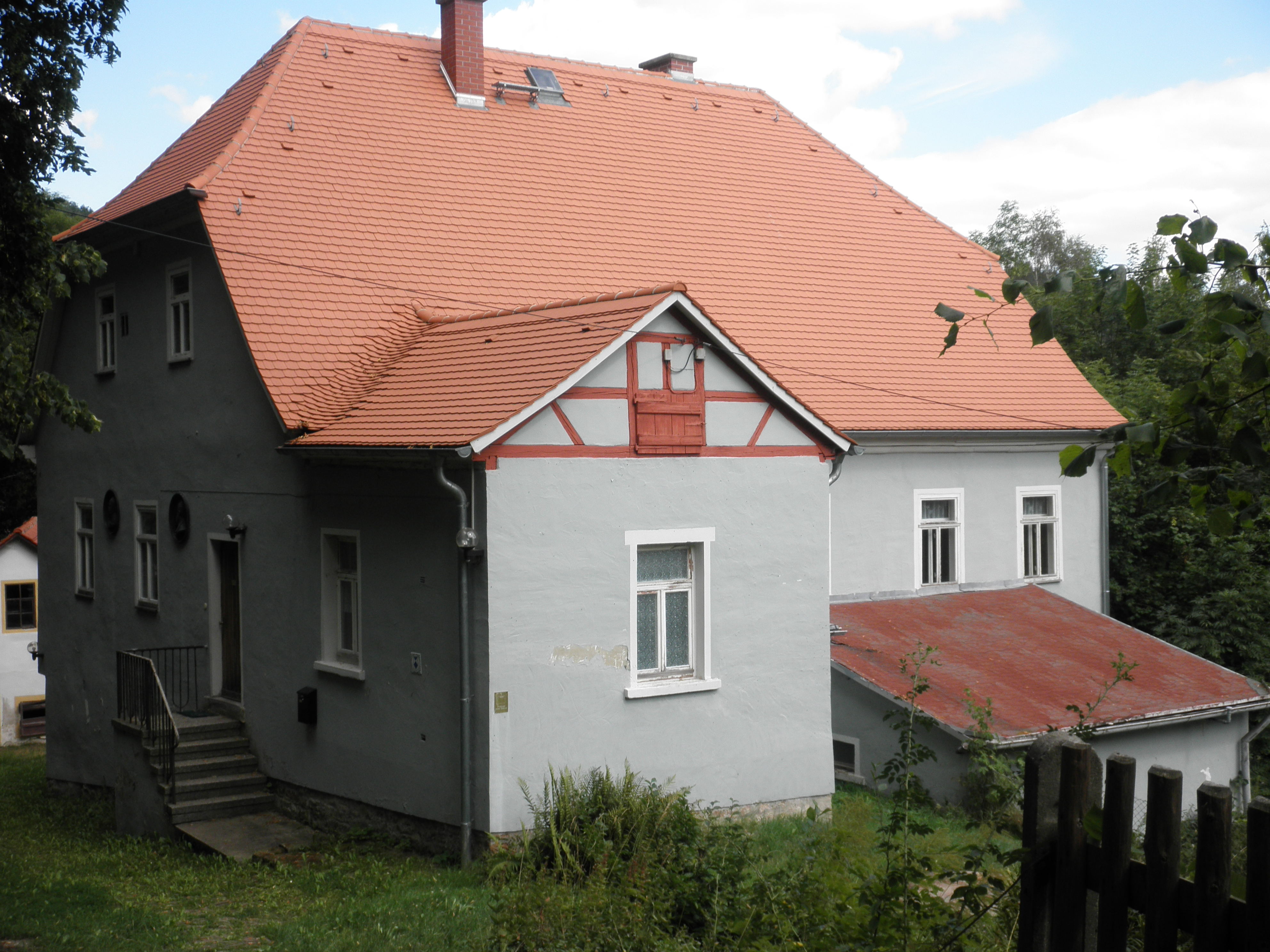
Pfarrhaus in Renthendorf
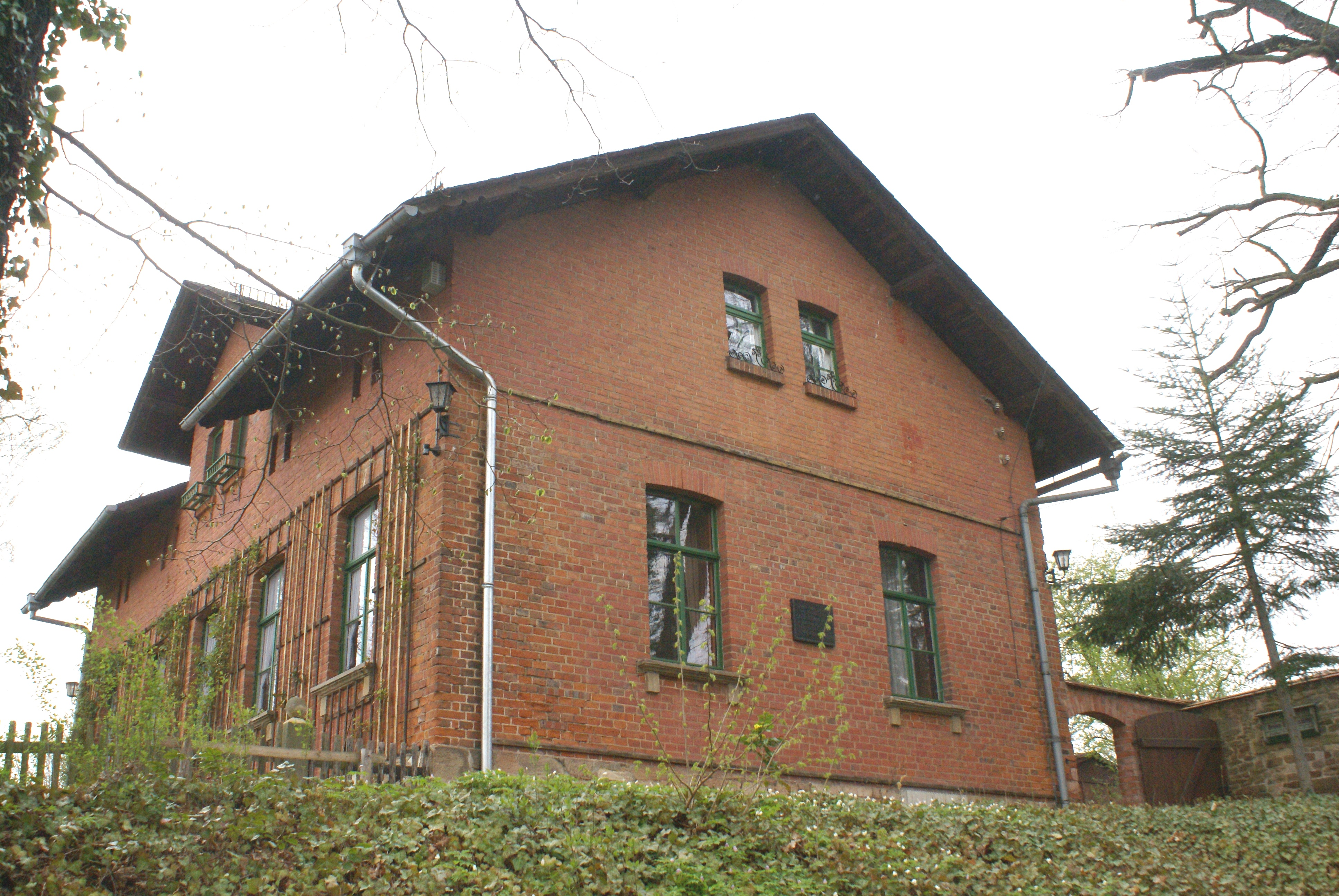
Brehm-Gedenkstätte, früheres Wohnhaus der Familie Brehm
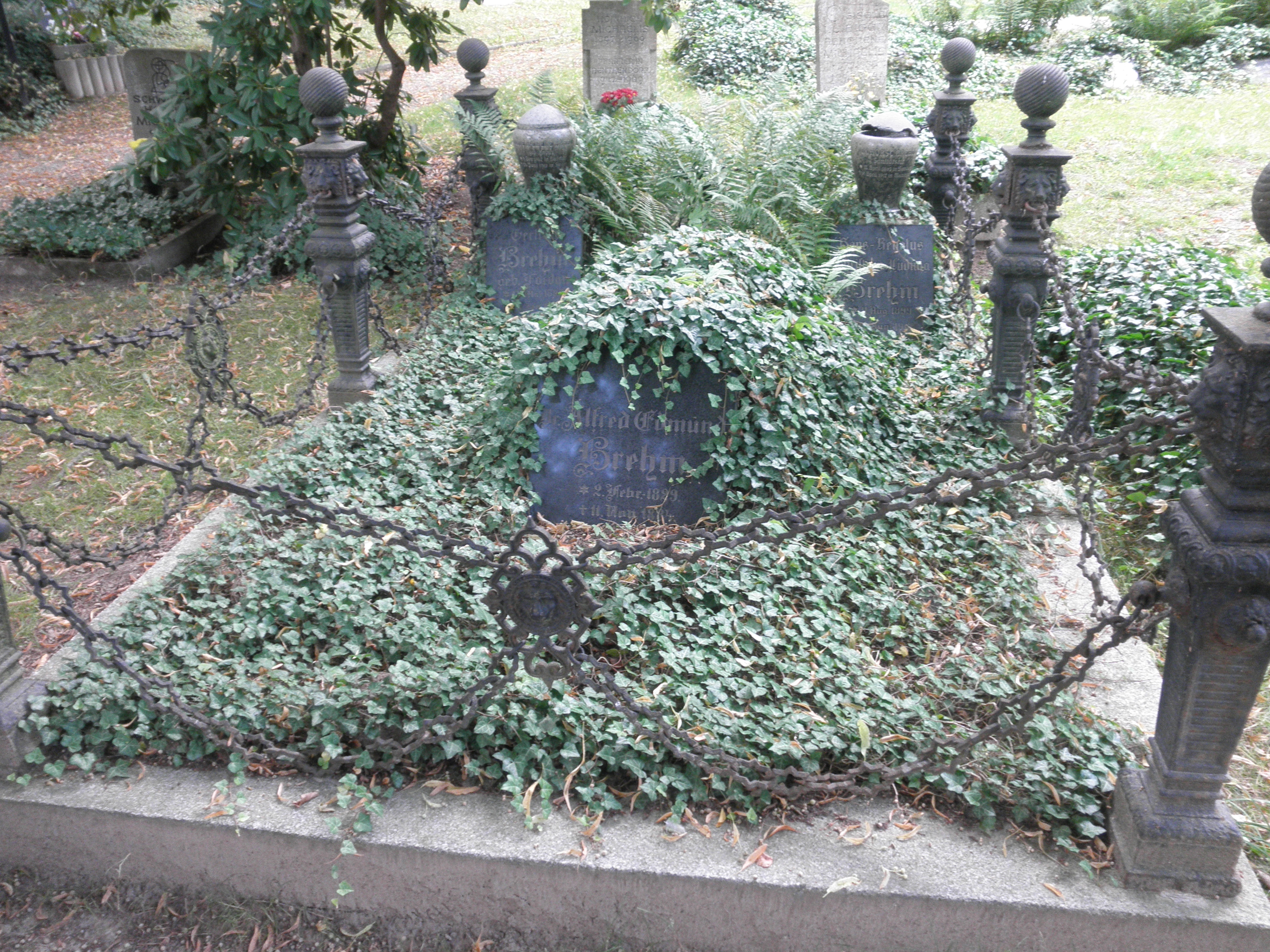
Grab von Alfred Brehm in Renthendorf
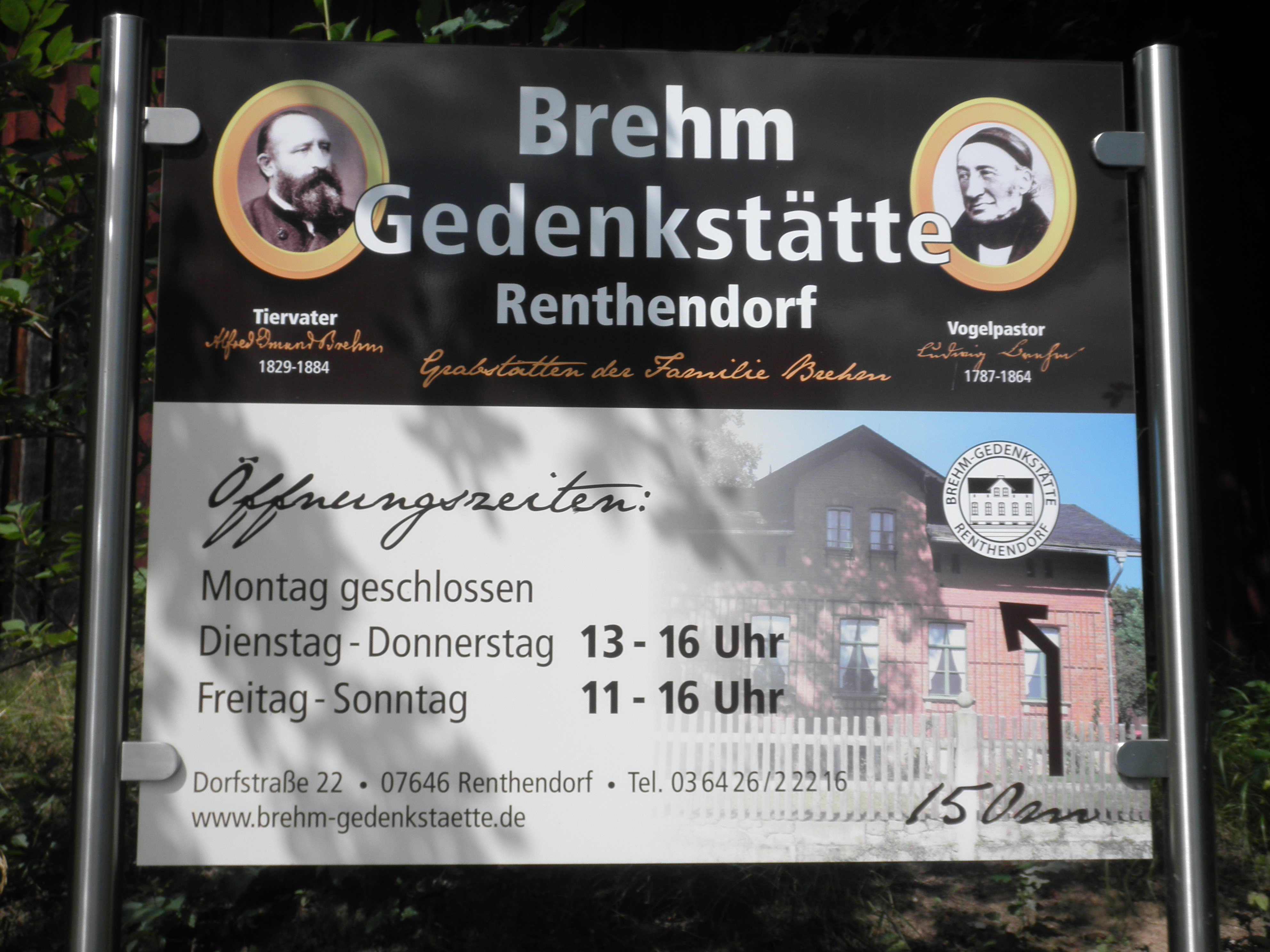
Tafel zu der Brehm-Gedenkstätte